# Dům U Švagerků (Hradec Králové)
 Dům U Švagerků (Všehrdova čp. 194) je dům na Pražském Předměstí v Hradci Králové, který od svého vzniku slouží jako hostinec a zároveň centrum komunistického hnutí.

## Historie
V rore 1902 byl na Pražském Předměstí vybudován hostinec, jehož majitelem byl Emanuel Švagerka (1863–1938), jeden z významných průkopníků první české dělnické strany – sociální demokracie. Do styku s dělnickým hnutím se tento rodák z Chrudimě dostal ve Vídni, kde se učil. Původně dělník, později jako číšník a majitel hostince pomáhal v letech 1893 a 1894 při vydávání prvního ročníku Práva lidu. Stal se sociálně demokratickým funkcionářem, po 1. světové válce přešel na její levé křídlo, s nímž na jaře 1921 přešel do komunistické strany. Zemřel 11. září 1938 ve věku 75 let přímo v budově, kterou vybudoval a vlastnil. Hostinskou koncesi po něm převzal jeho syn Eduard.
V budově měly od svého vzniku sídlo územní orgány KSČ a po 17 let zde působila redakce a administrace krajského orgánu KSČ „Pochodeň“ (od 1. prosince 1920). Konala se tady řada dělnických schůzí. Působila tu dělnická konsumní prodejna Svépomoc. Ve 20. a 30. letech se zde hrálo i divadlo. Roku 1923 se Čtenářsko-ochotnická jednota dělníků změnila na Divadelní skupinu Mezinárodního všeodborového svazu a téhož roko vystupovala U Švagerků jako komunistické Dělnické divadlo. O 4 roky později zde hrál DO FDTJ, ale v roce 1938 po zákazu KSČ byla jeho činnost ukončena. Vystupovala tady však i školní mládež. Proletkult, ustavený 15. září 1921, tu zase pořádal řadu přednášek a vedl též svoji školu. Na jejím programu například bylo: 1. komunismus, 2. vědecký socialismus (marxismus), 3. hospodářský zeměpis, 4, národ, vlast a mezinárodnost. Scházely se tady také Klub pokrokových intelektuálů, skupina komunistických legionářů, 1. sbor skautů „Spartakových", Svaz domkářů a malorolníků pro kraj královéhradecký, ustavený 22. ledna 1922 právě v tomto hostinci, apod. V roce 1937 zde agitoval Klement Gottwald. Pravidelně sem zajížděli i ostatní vedoucí funkcionáři KSČ, např. poslanec Bohumír Šmeral a Antonín Zápotocký.
Od konce 20. let minulého století má hostinec přístavbu, v níž i dnes sídlí řada firem. V roce 1926 bylo uděleno povolení k výstavbě prádelny. V dubnu 1935 dostal Emanuel Švagerka povolení k užívání adaptací v domě čp. 194. Od ledna 1945 až do osvobození sloužily volné místnosti pro vyučování zdejších žáků obecné školy, jež byla zabrána pro německý lazaret. V letech 1945–1990 hostinec často měnil podobu, od klasické restaurace až po zařízení typu bufetu. Eduard Švagerka hostinec počátkem 60. let státu nevěnoval, ale prodal za 400 000 korun.

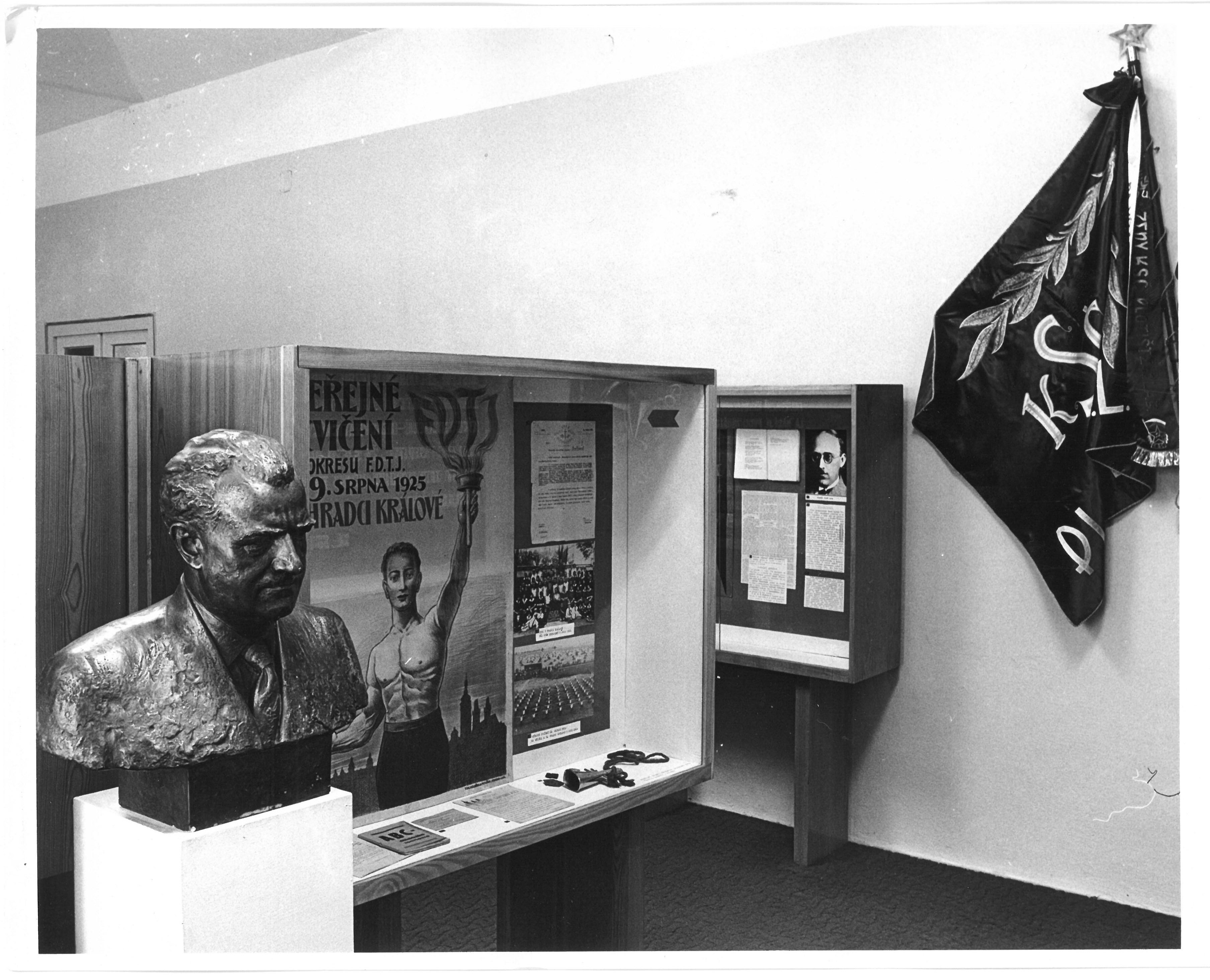
Expozice muzea dělnického hnutí U Švagerků s bustou Klementa Gottwalda

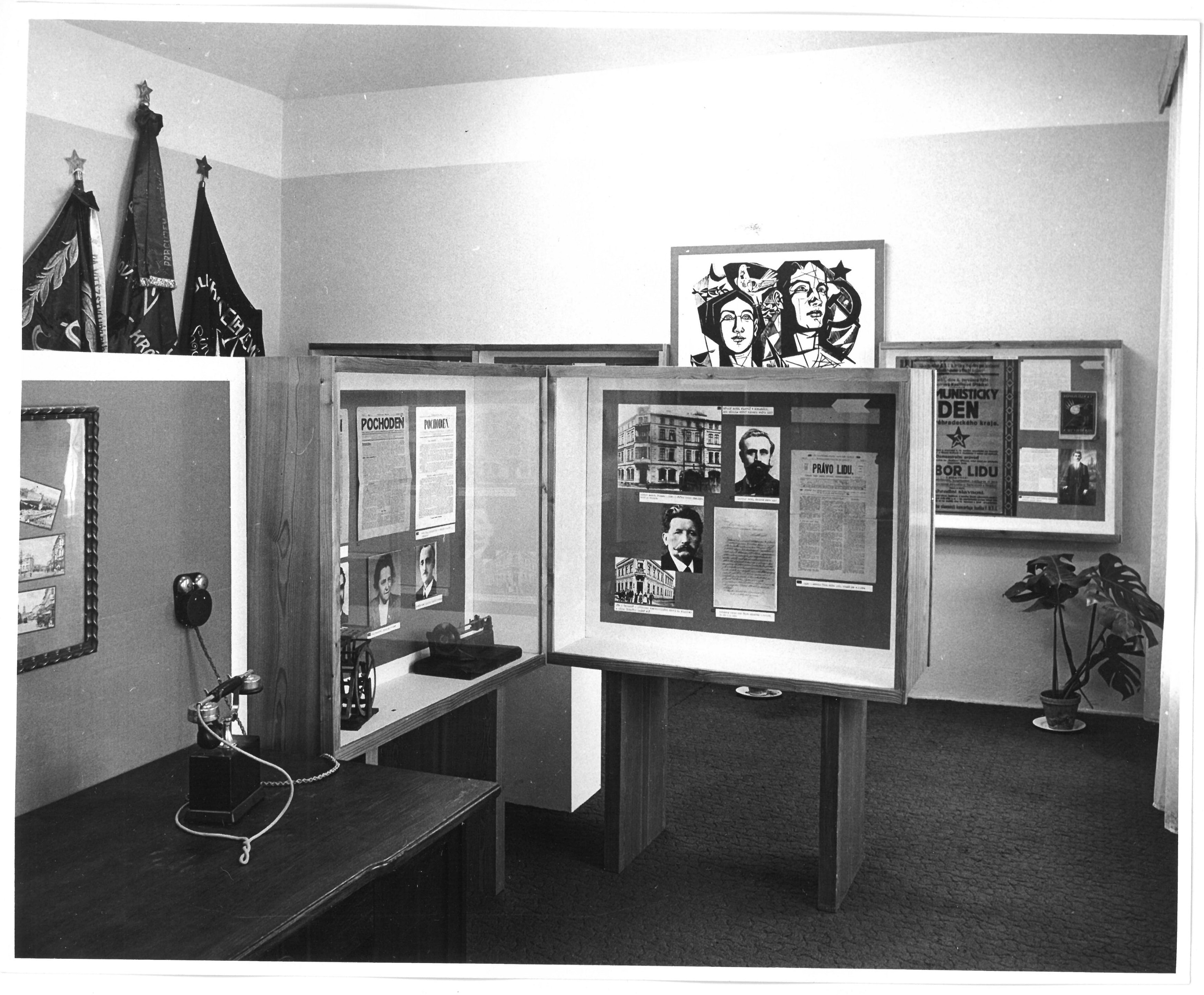
Expozice muzea dělnického hnutí

Roku 1959 se stal dům muzeem dělnického hnutí krajského města. Do té doby zde byla umístěna expozice Dějiny dělnického hnutí do fašistické okupace. V roce 1975 se muzeum stalo součástí Krajského muzea východních Čech v Hradci Králové.
V roce 1967 byla na rohovou část objektu umístěna pamětní deska, která má být trvalou připomínkou revoluční minulosti tohoto místa. Jejím autorem je sochař Josef Bílek. Text na ní zní: „DŮM U ŠVAGERKŮ BYL JIŽ OD ROKU 1902 SÍDLEM DĚLNICKÝCH ORGANIZACÍ. OD ŘÍJNA 1920 ZDE BYLA REDAKCE POCHODNĚ A SEKRETARIÁT III. ŽUPY SOCIÁLNĚ DEMOKRATICKÉ LEVICE. V LÉTECH 1921-1938 PRACOVAL ZDE KRAJSKÝ SEKRETARIÁT KSČ, REDAKCE KOMUNISTICKÉ POCHODNĚ, PŮSOBIL KOMSOMOL, RUDÉ ODBORY, PROLETÁŘSKÁ TĚLOVÝCHOVA A DIVADLO.“
Roku 1970 byla zahájena rekonstrukce objektu. Investorem této akce byl František Dušek, ředitel Bytového podniku. V 70. letech v něm bylo vybudováno pod patronátem kováků ze Závodů Vítězného února agitační středisko, jehož první akcí se stala 15. září 1971 přednáška ředitelky OÚNZ MUDr. Květy Splítkové. Vedle přednášek a různých agitačních akcí se v něm konaly různé kulturní pořady i výstavy. V roce 1986 byla v agitačním středisku otevřena např. výstavka dokumentů a fotografií ze života Klementa Gottwalda, kterou připravilo Krajské muzeum východních Čech.
Roku 1986 došlo k rozšíření výstavních prostor, kde byla dosud instalována jen výstava s názvem Vznik a počátky KSČ na Hradecku v letech 1921–1929, kterou předcházela výstavka Dělnické hnutí ve Východočeském kraji do roku 1921. Součástí nové expozice byla možnost seznámit se s rodinou, která dům obývala, a také s činností komunistické strany a jejího krajského tiskového orgánu Pochodně. Návštěvníky též seznamovala s revolučními organizacemi a s činností dělnického ochotnického divadla, které řídil přímo Eduard Švagerka, syn majitele objektu.
V roce 1990 se aparát OV KSČ Hradec Králové přestěhoval zpět z Ulrichova náměstí do kanceláří nad hostincem U Švagerků, kde sídlí dodnes. Tehdy byl správcem objektu Bytový podnik. Komunistům navrhl prodej za smluvní cenu přes čtyři milióny korun nebo pronájem. Ti pronájem odmítli a cena byla nakonec stanovena s přihlédnutím ke znaleckému odhadu na dva milióny. Téhož roku muselo objekt opustit pracoviště muzea. Navíc byla budova mezi 3. květnem 1958 a 27. dubnem 1993 vedena jako nemovitá kulturní památka.